# Charakamittenehalli, Gauribidanur
Charakamittenehalli là một làng thuộc tehsil Gauribidanur, huyện Kolar, bang Karnataka, Ấn Độ.